# Treron calvus
Il piccione verde africano o colombaro (Treron calvus Temminck, 1811) è un uccello della famiglia dei Columbidi.

## Descrizione
Il piccione verde africano è lungo 25–30 cm; il maschio pesa 160-285 g e la femmina 130-225 g. Presente in Africa con numerose sottospecie talvolta con colorazioni alquanto differenti tra loro in un cline abbastanza regolare da est a ovest. La cera rossa è particolarmente estesa e parte delle narici prolungandosi in avanti sul becco. Il colore generale è verde oliva, il capo e le parti inferiori tendono al giallastro, nella parte inferiore e posteriore del collo vi è una macchia grigiastra, le ali hanno una macchia violacea. Le sottospecie dell'ovest presentano generalmente zampe gialle, cera sviluppata e coda grigia, le forme dell'est e sud est hanno zampe rosse o arancioni, cera poco sviluppata e coda verde. Le popolazioni che vivono nelle foreste tropicali umide tendono ad avere colorazione verde più intenso e scuro, con meno giallo rispetto a quelle delle zone più aride.

## Biologia
Si nutre principalmente di frutta e bacche che raccoglie direttamente dai rami essendo capace di rimanere con il capo all'ingiù per raggiungere il cibo. È particolarmente ghiotto di fichi selvatici, frutti dell'albero parasole Musanga spp., gemme di mangrovie e di altri alberi oltre a specie coltivate quali gelso, miglio, uva passa, banane e papaia. Scende raramente al suolo se non per ingerire piccoli ciottoli nelle aree di foresta prive di alberi. Si rinviene in piccoli gruppi da tre a 50 individui nei luoghi in cui c'è abbondanza di cibo. Il suo volo è rapido e se si sente in pericolo si immobilizza mostrando il verde del dorso per mimetizzarsi. In alcune zone è stanziale mentre in altre diviene erratico, probabilmente per la ricerca di fonti di cibo. Il nido viene costruito durante tutto l'anno sul fitto fogliame degli alberi ed ha una consistenza fragile. In questa specie il numero delle uova è in relazione alla sua distribuzione, infatti ad est e a sud del suo areale ogni coppia depone due uova bianche e solo raramente uno, mentre ad ovest e in Congo la covata è quasi esclusivamente di un singolo uovo. Molto probabilmente tale adattamento fisiologico è in relazione alla disponibilità di cibo che gli uccelli hanno a disposizione, dove c'è abbondanza depongono due uova mentre altrove uno solo. La cova dura 13-14 giorni ed è effettuata da entrambi i sessi, i piccoli sono svezzati a 11-13 giorni. I pochi comportamenti di cui si è venuti a conoscenza sono basati su osservazioni effettuate in cattività. Nell'«annuire», comportamento utilizzato nelle comunicazioni di coppia, l'animale abbassa il capo compiendo un movimento ritmico del capo avanti-dietro, contemporaneamente le mandibole vengono aperte e richiuse rapidamente. Sono stati osservati anche altri comportamenti in cui viene messa in mostra la colorazione vivace del sottocoda.

## Distribuzione e habitat
Endemica dell'Africa l'areale di questa specie si estende ad est dal Senegal al Gambia e a sud ovest dall'Etiopia fino al Sudafrica e le isole del Golfo di Guinea. Frequenta sia le foreste che la savana alberata ed in particolar modo le foreste di mangrovie e le aree di ricrescita secondaria e le zone con gruppi di alberi in prossimità dei fiumi.

## Tassonomia
Comprende le seguenti sottospecie:
- T. c. nudirostris (Swainson, 1837) - dal Senegal alla Guinea;
- T. c. sharpei (Reichenow, 1902) - dalla Sierra Leone al Camerun settentrionale;
- T. c. calvus (Temminck, 1811) - dalla Nigeria orientale all'Angola centrale e alla Repubblica Democratica del Congo orientale e meridionale;
- T. c. poensis Hartert e Goodson, 1918 - isola di Bioko (Golfo di Guinea);
- T. c. virescens Amadon, 1953 - isole di São Tomé e Príncipe (Golfo di Guinea);
- T. c. uellensis (Reichenow, 1912) - dalla Repubblica Democratica del Congo settentrionale al Sudan meridionale e all'Etiopia sud-occidentale;
- T. c. gibberifrons (Madarász, 1915) - dal Sudan meridionale al bacino del lago Vittoria;
- T. c. brevicera Hartert e Goodson, 1918 - dall'Etiopia meridionale alla Tanzania settentrionale;
- T. c. wakefieldii Sharpe, 1874 - regioni costiere del Kenya e Tanzania nord-orientale;
- T. c. granti (van Someren, 1919) - Tanzania orientale;
- T. c. salvadorii (A. J. C. Dubois, 1897) - dalla Repubblica Democratica del Congo sud-orientale alla Tanzania occidentale e al Mozambico;
- T. c. ansorgei Hartert e Goodson, 1918 - Angola occidentale;
- T. c. schalowi Reichenow, 1880 - Angola orientale, Namibia nord-orientale, Botswana settentrionale e Zimbabwe occidentale;
- T. c. vylderi Gyldenstolpe, 1924 - Namibia nord-occidentale;
- T. c. delalandii (Bonaparte, 1854) - dalla Tanzania sud-orientale al Sudafrica.